# IOC-topmødet 2009
IOC-topmødet 2009 var et møde under den Internationale Olympiske Komité, der blev afholdt i København i perioden 1. – 9. oktober 2009. Topmødet dækkede over to møder: Den 121. IOC-session (1.-2. oktober samt 7.-9. oktober) samt den 13. IOC-kongres (3.-5. oktober). Det blev afholdt i Bella Center med åbningsceremoni i Operaen samt afskedsreception i Tivoli. Det samlede deltagertal var på omkring 1.200 delegerede samt ca. 1.300 pressefolk. I tilknytning til mødet blev der afholdt en række idrætsbegivenheder og andre kulturelle arrangementer.
Under IOC-sessionen blev det endelige valg af værtsbyen for sommer-OL 2016 foretaget, der blev udpeget nye medlemmer til IOC og valgt formand, og endelig blev der udpeget nye sportsgrene til OL-programmet. De fire kandidater til værtsby var Chicago, Rio de Janeiro, Madrid og Tokyo, af hvilke Rio de Janeiro blev valgt.
IOC-kongressen havde til formål at diskutere aktuelle emner og på baggrund heraf give anbefalinger til IOC. De temaer, der blev diskuteret, var "Atleterne", "De olympiske lege", "Strukturen i den olympiske bevægelse", "Olympisme og ungdom" samt "Den digitale revolution".
Topmødet samlede en lang række prominente navne fra sportens verden samt statsoverhoveder og repræsentanter herfor. Især valget af værtsbyen for OL 2016 samlede adskillige kendte personer til støtte for hver af de fire kandidatbyer. Således deltog både USA's præsident Barack Obama, hans hustru Michelle Obama, Japans nyudnævnte premierminister Yukio Hatoyama, Spaniens konge Juan Carlos, Pelé, Nadia Comaneci, talkshow-værten Oprah Winfrey og mange andre i mødet.

## Valg af værtsby for topmødet
Ved IOC-sessionen i Torino i forbindelse med vinter-OL 2006 blev der truffet beslutning om værtsby for mødet i 2009, der skulle omfatte både en IOC-session og en IOC-kongres. Kandidater til værtskabet var foruden København også Athen (Grækenland), Busan (Sydkorea), Cairo (Egypten), Riga (Letland), Singapore og Taipei (Taiwan). I den sidste og afgørende afstemning fik København 59 stemmer mod Cairos 40.

## IOC-sessionen
IOC-sessionerne afholdes årligt, og årets session efterfulgte sessionen, der blev afholdt umiddelbart efter sommer-OL 2008 i Beijing. På sessionen deltog IOC's 107 medlemmer, 22 æresmedlemmer samt en række observatører. Sessionen, der var opdelt i to halvdele med kongressen afholdt mellem de to afdelinger, havde følgende opgaver:
- Valg af værtsbyen for sommer-OL 2016. De fire kandidater var Chicago, Rio de Janeiro, Madrid og Tokyo. Valget fandt sted 2. oktober.
- Valg af nye medlemmer. IOC's bestyrelse havde indstillet seks kandidater som nye medlemmer til at supplere de nuværende 107 medlemmer. Der blev stemt om hver af kandidaterne uafhængigt af hinanden, så der i princippet kunne vælges mellem nul og seks af disse.
- Valg af IOC's præsident. Den nuværende IOC-præsident Jacques Rogge blev valgt ved sessionen i 2001, og en præsident vælges i første omgang for otte år. Han kan efterfølgende genvælges for fire år, og Rogge genopstillede på den baggrund til posten.
- Valg af nye sportsgrene til sommer-OL. Der var indstillet to sportsgrene til optagelse på det olympiske program fra 2016: Rugby og golf.

### Valg af værtsby 2016
Den endelige afgørelse, af hvilken by der skal være vært for sommer-OL 2016, blev foretaget på sessionen. Oprindeligt havde følgende byer søgt om værtskabet:
- Baku, Aserbajdsjan
- Chicago, USA
- Doha, Qatar
- Madrid, Spanien
- Prag, Tjekkiet
- Rio de Janeiro, Brasilien
- Tokyo, Japan

IOC udvalgte de fire fremhævede byer til at udgøre slutfeltet i valget. De enkelte byer havde som udgangspunkt hver deres fordele og ulemper set fra et olympisk synspunkt.
Blandt Chicagos fordele var løftet om at have alle OL-lokaliteterne højst 15 minutter fra centrum. Som amerikansk by ville valget af Chicago sikre gode indtægter som følge af tv-aftaler, og økonomien for legene ville blive garanteret af Chicagos bystyre i form af en underskudsgaranti. Endelig havde byen de største navne blandt fortalerne, herunder det amerikanske præsidentpar Michelle og Barack Obama, tv-stjernen Oprah Winfrey samt NFL-stjernen Morten Andersen. Blandt ulemperne ved et valg af Chicago blev et utilstrækkeligt transportsystem samt risici forbundet med opførelse af midlertidige idrætsanlæg nævnt.
Også Madrid havde fordel af et tilbud, hvor begivenhederne ville foregå tæt på hinanden. Byen havde et velfungerende metrosystem, og byen har stor erfaring i at afholde store idrætsbegivenheder. Desuden blev ansøgningen støttet af prominente navne som kong Juan Carlos, ministerpræsident José Luis Rodríguez Zapatero samt sportsstjerner som tennisspilleren Rafael Nadal og fodboldspilleren Raúl. Blandt indvendingerne mod Madrid som vært var det mest væsentlige, at legene normalt ikke gives til to europæiske byer efter hinanden, og med London som vært for sommer-OL 2012 skulle man se bort fra denne uformelle regel for at vælge Madrid. Desuden var det ikke så mange år siden, at Barcelona var vært (i 1992). Endvidere var IOC ikke helt tilfreds med spansk idræts tiltag for bekæmpelse af doping, lige som der var en vis frygt for terroranslag fra ETA.
Det blev anset for Rio de Janeiros store fordel, at legene endnu aldrig har været afholdt i Sydamerika. I 2007 beviste byen, at den kunne håndtere en stor idrætsbegivenhed, da den var vært for de panamerikanske lege. Landets befolkning viste her en enorm opbakning, som også kunne komme byen til gode i buddet, der desuden fik stor økonomisk støtte fra Brasiliens regering. Som støtte for byens bud var fodboldspilleren Pelé et stærkt kort. Blandt problemerne for byens bud var usikkerhed om deltagernes sikkerhed i en by, hvor der opleves megen vold til hverdag. Geografien kunne medføre lang transporttid for nogle atleter, og endelig var der tvivl, om der var tilstrækkeligt med hotelværelser.
Tokyo havde som fordel, at byen kunne tilbyde næsten alle idrætsanlæggene inden for en radius på otte km fra det centrale stadion. En stor del af anlæggene var allerede på plads, og byen havde valgt at lægge vægt på et miljøvenligt tilbud. Byen regnedes endvidere for at være den mest sikre af de fire for deltagere og tilskuere. Byens kandidatur blev støttet af landets nyvalgte ministerpræsident Yukio Hatoyama. Mod valg af byen talte blandt andet mulige pladsproblemer, såvel i transportsystemet som i deltagerbyen. Desuden er byen ofte om sommeren plaget af luftforurening. Endelig gik en del IOC-medlemmer ind for at lade legene gå på omgang mellem verdensdelene, og så talte det imod Tokyo, at sommer-OL 2008 blev afholdt i Beijing.

### Processen for valget af værtsbyen
Under sessionen foregik valgprocessen ved, at de fire kandidatbyer først fik mulighed for at give en afsluttende præsentation af deres by og tilbud på 70 minutter inklusiv en kort spørgetid. Derpå blev værtsbyen valgt gennem et udskilningsløb i op til tre runder. Hvis en by opnåede over 50% af stemmerne i en runde, var denne by valgt. I modsat fald udgik den by, der havde opnået det laveste stemmetal, inden en ny valgrunde finder sted. De to første valgrunder fandt sted med relativ kort mellemrum, mens den afgørende runde fandt sted på et på forhånd annonceret tidspunkt med direkte tv-transmission over det meste af verden.
Efterfølgende fandt en pressekonference sted med delegationen fra den valgte by. Hele processen foregik fredag 2. oktober.

### Valgets resultat
Valget forløb som følger:
|               | Chicago | Rio de Janeiro | Tokyo | Madrid |
| ------------- | ------- | -------------- | ----- | ------ |
| 1. afstemning | 18      | 26             | 22    | 28     |
| 2. afstemning |         | 46             | 20    | 29     |
| 3. afstemning |         | 66             |       | 32     |

Grøn farve i en afstemning betyder, at byen går videre/vinder, gul farve at byen er elimineret i denne afstemning og rød at byen ikke deltager i denne afstemning
Dermed blev Rio de Janeiro valgt som værtsby for sommer-OL 2016. Forhåndsfavoritterne var hos de fleste eksperter Chicago og Rio de Janeiro, og derfor var det en meget stor overraskelse, at Chicago blev elimineret i første afstemning. De fleste stemmer herfra gik i den følgende runde tilsyneladende til Rio de Janeiro, der nu lagde sig komfortabelt i spidsen. I den afgørende runde blev det til en klar sejr til Rio de Janeiro, hvis delegation derpå kunne fejre valget.
Efterfølgende kom det frem i flere medier, at valget skulle være udtryk for et forud aftalt spil i IOC for at undgå, at Chicago skulle få værtsskabet. Dette skyldtes en aftale mellem IOC og USAs olympiske komité fra 1980'erne, hvor IOC havde store økonomiske problemer, som blev afhjulpet af et stort lån fra den amerikanske komité. Aftalen om dette lån indebar imidlertid, at amerikanerne til gengæld for lånet skulle have en IOC's overskud til evig tid. Da IOC i mellemtiden havde fået styr på sin økonomi og var blevet en velstående organisation, var denne aftale særdeles lukrativ for amerikanerne. Mange af IOC's medlemmer var utilfredse med denne aftale, ønskede man at markere utilfredsheden ved at undlade at stemme på den amerikanske kandidat.

### Valg til IOC
Af forskellige årsager afgår IOC-medlemmer fra deres post med mellemrum, hvilket betyder, at der skal suppleres op. Dette sker ved valg blandt de siddende IOC-medlemmer. Til sessionen i København var der seks nye kandidater:
- Richard Peterkin, St. Lucia
- Kronprins Frederik, Danmark
- Habu Ahmed Gumel, Nigeria
- Habib Abdul Nabi Macki, Oman
- Lydia Nsekera, Burundi
- Göran Petersson, Sverige

Disse kandidater var indstillet af IOC's bestyrelse, og der blev stemt om kandidaterne individuelt, idet der ikke var noget bestemt minimumantal, der skulle vælges, og da antallet af medlemmer inden sessionen var 107, og der maksimalt må sidde 115 i IOC ifølge vedtægterne, var der også plads til alle. 
Resultatet blev, at alle seks kandidater blev valgt ind i IOC. Fra officiel dansk side var der stor tilfredshed med, at landet med kronprins Frederiks valg kunne bevare medlemskabet efter Kai Holms afgang som følge af, at han faldt for IOC's aldersgrænse på 70 år. Der havde dog på forhånd samtidig været politiske kræfter, der var betænkelige ved kronprinsens IOC-medlemskab af flere årsager: Dels er hans rolle i det danske samfund at være absolut upolitisk, hvilket kan være svært at praktisere i en organisation som IOC. Dels fandt man det betænkeligt, at der i IOC sidder en række personer, der repræsenterer totalitære stater eller har problematiske forhold i deres fortid.[kilde mangler]

### Valg af formand
Den siddende formand Jacques Rogge fra Belgien var efter otte år på posten på valg. Ifølge vedtægterne kan en formand efter sin første periode genvælges for fire år. Rogge blev på sessionen genvalgt med 88 stemmer for og 1 imod.

### Valg af nye sportsgrene
For at sikre, at de olympiske lege afspejler tidens sportsgrene, skiftes der med jævne mellemrum ud på OL-programmet. Således var der ved denne session afstemning om optagelsen af to nye sportsgrene til sommer-OL fra OL 2016. 
Valget var blevet forberedt ved, at IOC's eksekutivkomité havde valgt to mulige kandidater ud blandt et felt på syv bestående af baseball, golf, karate, rugby, rulleskøjteløb, softball og squash. Komiteen havde udpeget golf og syvmandsrugby til endelige kandidater, og disse to blev der afholdt afstemning om.
Begge sportsgrenene blev vedtaget, rugby med stemmerne 81 mod 8 og golf med 63 mod 27. De to sportsgrene har tidligere været på programmet, men så langt tilbage som 1904 for golf og 1924 for rugby.

## IOC-kongressen
En IOC-kongres er et stormøde for repræsentanter for alle de olympiske organisationer. Det drejer sig foruden IOC-medlemmerne om de føderale og nationale olympiske organisationer, organisationskomiteer, sportsfolk og personer, der hjælper disse (trænere, læger etc.), dommere, officials, IOC's partnere samt medier. Kongressen har ikke besluttende myndighed, men kan indstille forslag til beslutning på den kommende IOC-session.
IOC-kongresser afholdes ikke med faste intervaller. Den seneste kongres før København blev afholdt i Paris i 1994. Forberedelserne til mødet i København blev påbegyndt i forbindelse med IOC-sessionen i 2007 i Guatemala City, hvor IOC's præsident Jacques Rogge bekendtgjorde, at offentligheden denne gang skulle få mulighed for at give deres bidrag, og til dette formål blev der oprettet en Virtuel Olympisk Kongres på Internettet. Kongressens overordnede tema var Den olympiske bevægelse i samfundet, og den fandt sted 3.-5. oktober. Der var være omkring 1000 delegerede til kongressen.
Kongressens temaer var følgende:
- Atleterne. Her diskuteredes forholdet mellem sportsfolkene, klubber, forbund og nationale olympiske komiteer, beskyttelse af sportsfolkenes helbred samt deres liv under og efter den aktive karriere.
- De olympiske lege. Her diskuteredes de olympiske værdier, hvordan man fastholder legenes førende status samt universalitet og udviklingslande.
- Strukturen i den Olympiske Bevægelse. Under dette tema drøftedes bevægelsens selvstyre, bevægelsens forhold til sine interessenter samt god ledelse og etik.
- Olympisme og ungdom. Herunder diskuteredes bevægelsen mod et aktivt samfund, om konkurrencesport stadig er attraktiv samt særlige begivenheder for ungdommen.
- Den digitale revolution. Under dette tema behandlede deltagerne ændringer i varetagelse af idrætsrettigheder, muligheden for at forøge publikum til sport samt nye kommunikationsformer i forhold til interessenter.

## Øvrige begivenheder
I forbindelse med topmødet forekom der en lang række andre begivenheder inden for idræt og andre former for kultur. 

### Copenhagen Olympic Festival
I perioden 28. september – 9. oktober afholdtes en række begivenheder under fællesnavnet Copenhagen Olympic Festival. Det drejede sig om:
- Skole-OL (28.-30. september): Et arrangement på Østerbro Stadion for elever i 4.-6. klasse fra folkeskoler i København omfattende en række atletikdiscipliner. Nogle af topmødets deltagere gæstede dette arrangement, blandt andet Michael Johnson, Jackie Joyner-Kersee, Wilson Kipketer, Morten Andersen samt kronprins Frederik og overborgmester Ritt Bjerregaard.
- Copenhagen Bike Tour (1. oktober): En cykeltur fra Bella Center til Rådhuspladsen i København med deltagelse af en række kendte personer, herunder cykelrytterne Miguel Indurain og Nicki Sørensen, tennisspilleren Gustavo Kuerten, løberen Edwin Moses, atleten Frank Fredericks samt overborgmester Ritt Bjerregaard.
- Copenhagen Countdown (1.-2. oktober): En række sportsopvisninger som volleyball, judo, streetbasket, kørestolsrugby, sportsdans og fægtning samt koncerter med blandt andet Aqua, D-A-D, Camille Jones og Laid Back afholdt på Rådhuspladsen i København.
- Olympic Congress Run (2. oktober): Et motionsløb på 5 eller 10 km åbent for alle.
- Byernes Ungdoms-OL (3. oktober): Et arrangement, hvor unge fra forskellige danske byer dystede inden for forskellige sportsgrene på Rådhuspladsen.
- Saturday Afternoon Skate (3. oktober): Et rulleskøjteløb.
- Skolernes motionsløb (9. oktober): Konkurrence blandt byens folkeskoler om at løbe længst muligt på dagen inden efterårsferien.

### Lukkede arrangementer
For IOC-medlemmerne var der på fridagen, søndag 4. oktober, et kulturelt arrangement, der blev afholdt på Kronborg. Samme aften var der ligeledes for medlemmerne en middag, der havde IOC-præsidenten som vært. 
Michelle Obama tilbragte længere tid i København og mødte Margrethe 2. til en frokost på Amalienborg sammen med en række andre inviterede gæster.

### Begivenheder uden for programmet
Nogle af de besøgende gæster havde også andre mål end deltagelse i sessionen eller kongressen. Således blev der inden for det ganske korte ophold i byen for Barack Obama et kort møde mellem ham og statsminister Lars Løkke Rasmussen.
Den højt profilerede amerikanske tv-vært Oprah Winfrey, der deltog som en del af Chicagos fortalere, lavede under sit besøg også et tv-program om danskerne, som angiveligt skulle være verdens lykkeligste folkefærd.
Fodboldstjernen Pelé ankom nogle dage før topmødet og kastede glans over et arrangement i Brønshøj, hvor en række børn fra belastede områder spillede fodbold. Arrangementet blev afholdt af Danmarks Idræts-Forbund for at sætte fokus på arbejdet med intergration, og da Pelé er ambassadør for FIFAs integrationsarbejde, var det naturligt, at han støttede det danske projekt.